# Mistrzostwa Świata w Łucznictwie Polowym 1970
2. Mistrzostwa Świata w Łucznictwie Polowym odbyły się w dniach 11–12 września 1970 w Cardiff (Walia). Zawodniczki i zawodnicy startowali w konkurencji łuków dowolnych oraz instynktownych. Zawody były równocześnie pierwszymi mistrzostwami Europy. Nie rozgrywano osobnych konkurencji, medale otrzymywała trójka najlepszych reprezentantów z Europy.
Polacy nie startowali.

## Medaliści

### Mistrzostwa świata

#### Kobiety
| Konkurencja:     | Złoto:          | Srebro:            | Brąz:          |
| łuk dowolny      | Sonia Johansson | Maureen Bechdolt   | Barbara Brown  |
| łuk instynktowny | Eunice Schewe   | Ingegerd Granqvist | Ester Lindgren |

#### Mężczyźni
| Konkurencja:     | Złoto:            | Srebro:       | Brąz:               |
| łuk dowolny      | Stephen Lieberman | Derek Gunson  | Christopher Labucki |
| łuk instynktowny | Elmer Moore       | Leif Berggren | Sören Wikingson     |

### Mistrzostwa Europy

#### Kobiety
| Konkurencja:     | Złoto:             | Srebro:             | Brąz:            |
| łuk dowolny      | Sonia Johansson    | Maj-Britt Johansson | Paula Virta      |
| łuk instynktowny | Ingegerd Granqvist | Ester Lindgren      | Barbara Fielding |

#### Mężczyźni
| Konkurencja:     | Złoto:        | Srebro:         | Brąz:           |
| łuk dowolny      | Derek Gunson  | Kyösti Laasonen | Raymond Baillon |
| łuk instynktowny | Leif Berggren | Sören Wikingson | Tony Carver     |

## Klasyfikacja medalowa

### Mistrzostwa świata
| Lp. | Państwo           | Złoto | Srebro | Brąz | Razem |
| 1.  | Stany Zjednoczone | 3     | 1      | 2    | 6     |
| 2.  | Szwecja           | 1     | 2      | 2    | 5     |
| 3.  | Wielka Brytania   | 0     | 1      | 0    | 1     |

### Mistrzostwa Europy
| Lp. | Państwo         | Złoto | Srebro | Brąz | Razem |
| 1.  | Szwecja         | 3     | 3      | 0    | 6     |
| 2.  | Wielka Brytania | 1     | 0      | 2    | 3     |
| 3.  | Finlandia       | 0     | 1      | 1    | 2     |
| 4.  | Francja         | 0     | 0      | 1    | 1     |